# Aïdi
Pour les articles homonymes, voir Aidi.
L'aïdi, aussi appelé chien de l'Atlas ou chien de montagne de l'Atlas, est un chien de berger originaire du massif de l'Atlas, au Maghreb en Afrique du Nord,, où il est présent depuis des siècles. On le retrouve principalement au Maroc, qui détient le standard de la race, mais également Tunisie, en Algérie et en Libye.

## Description
La morphologie de l'aïdi n'a jamais été modifiée, contrairement à celle de nombreuses autres races. La tête d'ours est forte, large, de forme générale conique, au stop peu marqué. La robe est très variée : sable, fauve, blanche, rousse, bringée, blanche et noire.
Il a une espérance de vie d'environ seize ans. Rustique, adapté aux climats les plus rigoureux, sa fourrure mi-longue et épaisse (environ 6 cm) le protège à la fois du chaud, du froid et des morsures des prédateurs. Il existe également des variétés à poil ras.
Son odorat est très développé ce qui en fait un très bon chasseur. Il est parfois encore utilisé en duo avec le sloughi pour chasser le sanglier, le renard et le chacal.

## Étymologie et dénomination
Le terme aïdi provient du mot aydi qui signifie « chien » en berbère.
En arabe maghrébin il est aussi appelé aydi, tandis qu'en tamazight afin de le distinguer des autres races de chiens et étant donné que ce terme signifie aussi « chien », la race est appelée aydi n Waṭlas, aydi n Dern ou aydi n Deren, littéralement « le chien de l'Atlas ».

## Histoire
L'Aïdi n’a jamais véritablement été un chien de berger, mais plutôt un défenseur des campements et des biens de ses maîtres.
Il est traditionnellement utilisé pour garder les tentes, les maisons et pour protéger les troupeaux des bergers nomades de l'Atlas depuis des temps reculés. Il est aussi utilisé par les chasseurs dans les battues (sangliers, renards et chacals).
Ses origines les plus lointaines sont méconnues. Les premières véritables représentations de ce chien datent du XIXe siècle, elles sont le fait de peintres orientalistes et de photographes. Son histoire est très floue, et il en va de même pour ses origines exactes. Des spécialistes estiment toutefois que l’Aïdi aurait des liens avec à la fois le Chien de Montagne des Pyrénées, le Berger Yougoslave et l’Akbash d’Anatolie. La race est présente depuis des siècles dans un territoire qui recoupe actuellement le Maroc, la Libye, la Tunisie et l’Algérie, dans lequel il était largement utilisé par les peuples pasteurs, nomades ou semi-nomades, tant pour garder leurs fermes et tentes que pour protéger leurs troupeaux de bétail.
La race a été reconnue officiellement en 1966 par la Fédération Cynologique Internationale. Les enquêtes de terrain effectuées par le Club du chien de l’Atlas, créé en 1985 et placé sous la tutelle du ministère de l’Agriculture, et dirigé par une équipe de vétérinaires et de techniciens, sous la responsabilité de Dr Id Sidi Yahia Khadija, ont grandement contribué à faire connaître cette race et à assurer son recensement et son suivi sanitaire.
En 2004, une quarantaine de montagnards berbères, accompagnés de leurs Aîdi, venus de Bekrit, une bourgade située près de Timahdite (Moyen Atlas central) allaient à l’exposition canine internationale, organisée à l’Institut agronomique et vétérinaire Hassan-II, par la Société Centrale Canine Marocaine (SCCM), sous l’égide de la Fédération cynologique internationale (FCI).